# Le Sel de la Terre (film, 2014)
Pour les articles homonymes, voir Le Sel de la terre.
Pour plus de détails, voir Fiche technique et Distribution.
Le Sel de la Terre (The Salt of the Earth) est un  
documentaire franco-italo-brésilien réalisé par Juliano Ribeiro Salgado et Wim Wenders, sorti en 2014.
Le film est présenté dans la sélection « Un certain regard » du festival de Cannes 2014 où il remporte trois prix spéciaux du prix Un certain regard, du Prix du jury œcuménique et du prix François-Chalais.

## Synopsis
C'est un documentaire sur la vie et le travail de Sebastião Salgado, réalisé par Wim Wenders. Ce dernier accompagne Salgado dans le projet « Genesis », un monument artistique sous forme d'hommage aux civilisations inconnues. Le Sel de la Terre retrace les mutations de l'humanité, prenant les chemins les moins fréquentés, il exalte la beauté de la planète. Depuis plus de quarante ans, Salgado a parcouru le monde muni de son appareil photo,  capturant en noir et blanc la famine, l'exode, les guerres qui le constituent. Ainsi, il transmet au monde, à travers ses photographies, le goût de la paix et des paradis perdus.

## Fiche technique
- Titre : Le Sel de la terre
- Titre original : The Salt of the Earth

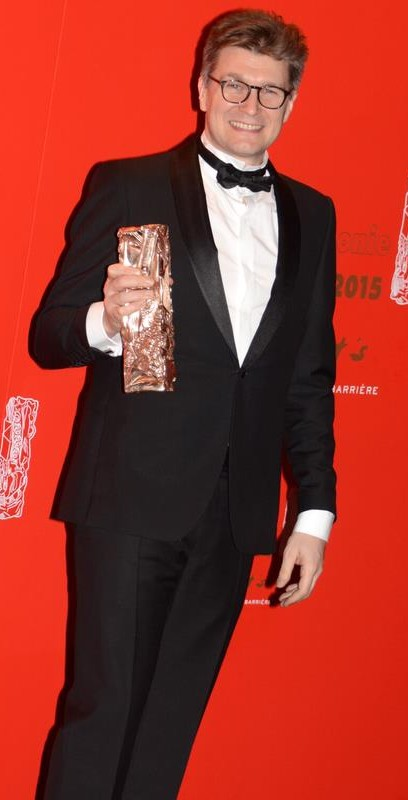
David Rosier, scénariste et producteur, avec le César remporté par le film en 2015.

- Réalisation : Juliano Ribeiro Salgado et Wim Wenders
- Scénario : David Rosier, Juliano Ribeiro Salgado et Wim Wenders
- Musique originale : Laurent Petitgand
- Photographie : Hugo Barbier et Juliano Ribeiro Salgado
- Son : Régis Muller
- Montage : Maxine Goedicke
- Production : David Rosier
- Sociétés de production : Decia Films, Amazonas Images, Solares Fondazione delle arti
- Pays d'origine :  Brésil,  France et  Italie
- Langue originale : portugais, français
- Genre : documentaire
- Durée : 110 minutes
- Dates de sortie :
  -  France : mai 2014 (Festival de Cannes 2014) ; 15 octobre 2014 (sortie nationale)

## Distribution
- Juliano Ribeiro Salgado : narrateur
- Wim Wenders : narrateur

## Production

### Lieux de tournage
- Île Wrangel, Russie (Îles de l'Arctique russe)
- Yalimo, Papouasie, Indonésie (tribu Yali)
- Aimorés, Minas Gerais, Brésil (Instituto Terra)
- Pará, Brésil (tribu Zo'é)
- Vitória, Espírito Santo, Brésil

## Distinctions

### Récompenses
- Festival de Cannes 2014 : sélection « Un certain regard »
  - Prix spécial « Un certain regard »
  - Mention spéciale du Prix du jury œcuménique
  - Mention spéciale du Prix François-Chalais
- Festival international du film de Saint-Sébastien 2014 : Prix du public (sélection « Pearls »)
- César du cinéma 2015 : Meilleur film documentaire

### Nominations et sélections
- AFI Fest 2014 : sélection « World Cinema »
- Festival du film de Sydney 2014
- Festival du film de Telluride 2014

- Film Independent's Spirit Awards 2015 : meilleur film documentaire
- IDA Awards 2014 : meilleur film documentaire
- Oscars du cinéma 2015 : meilleur film documentaire